# Sucre
Sucre, pronunciado em castelhano: [ˈsukɾe]) é a capital constitucional da Bolívia e capital do departamento de Chuquisaca, além de ser também a 5.ª cidade mais populosa do país. Embora Sucre seja a capital boliviana de jure, a sede do governo localiza-se em La Paz, o que a torna capital de facto. Localizada na região do Centro-Sul boliviano, Sucre eleva-se a 2 810 metros (9 200 pés) de altitude, sendo portanto uma das cidades mais altas da América do Sul. Ao longo de sua história, foi denominada Charcas, La Plata e Chuquisaca, e recebeu a alcunha de "Cidade dos Quatro Nomes".
Em 1991, seu centro histórico — que conserva grande parte do patrimônio boliviano — foi incluído no Patrimônio Mundial da UNESCO. A cidade atrai milhares de turistas todos os anos graças ao seu centro histórico com construções dos séculos XVIII e XIX.

## História
Em 29 de setembro de 1538, Sucre foi fundada com o nome de Ciudad de la Plata de la Nueva Toledo por Pedro de Anzures, marquês de Campo Redondo. Em 1559, o rei Filipe II da Espanha instituiu a Audiência de Charcas em La Plata, com autoridade sobre uma área que cobre o que é hoje o Paraguai, o sudeste do Peru, o norte do Chile e da Argentina, e boa parte da Bolívia. Em 1609, uma arquidiocese foi fundada na cidade. Em 1624, foi fundada a Universidade São Francisco de Xavier.
Até o século XVIII, La Plata foi o centro judicial, religioso e cultural da região. Em 1839, depois de tornar-se a capital da Bolívia, a cidade teve seu nome alterado em homenagem ao líder revolucionário Antonio José de Sucre. Após o declínio econômico de Potosí, Sucre viu a sede do governo boliviano, em 1898, mudar-se para La Paz. Em 1991, Sucre tornou-se Patrimônio da Humanidade, segundo a UNESCO.

## A cidade de quatro nomes
Cada um dos nomes conhecidos representam uma época específica da história da cidade:
- Charcas era o nome indígena do lugar em que os espanhóis construíram a cidade colonial;
- La Plata foi o nome dado à cidade emergente;
- Chuquisaca foi o nome concebido à cidade durante a época de sua independência;
- Sucre homenageia o marechal da Grande Batalha de Ayacucho(9 de dezembro de 1824): Don Antonio Jose de Sucre.

## Geografia

### Clima
| Dados climatológicos para Sucre | Dados climatológicos para Sucre | Dados climatológicos para Sucre | Dados climatológicos para Sucre | Dados climatológicos para Sucre | Dados climatológicos para Sucre | Dados climatológicos para Sucre | Dados climatológicos para Sucre | Dados climatológicos para Sucre | Dados climatológicos para Sucre | Dados climatológicos para Sucre | Dados climatológicos para Sucre | Dados climatológicos para Sucre | Dados climatológicos para Sucre |
| Mês                             | Jan                             | Fev                             | Mar                             | Abr                             | Mai                             | Jun                             | Jul                             | Ago                             | Set                             | Out                             | Nov                             | Dez                             | Ano                             |
| ------------------------------- | ------------------------------- | ------------------------------- | ------------------------------- | ------------------------------- | ------------------------------- | ------------------------------- | ------------------------------- | ------------------------------- | ------------------------------- | ------------------------------- | ------------------------------- | ------------------------------- | ------------------------------- |
| Temperatura máxima recorde (°C) | 32,8                            | 32,2                            | 31,1                            | 31,1                            | 32,8                            | 32,8                            | 30,0                            | 27,8                            | 31,1                            | 32,2                            | 33,9                            | 28,9                            | 33,9                            |
| Temperatura máxima média (°C)   | 19,5                            | 19,0                            | 19,4                            | 19,3                            | 19,6                            | 19,1                            | 19,4                            | 19,9                            | 20,6                            | 20,8                            | 21,2                            | 20,0                            | 19,8                            |
| Temperatura média (°C)          | 16,2                            | 15,7                            | 15,8                            | 15,5                            | 14,9                            | 13,8                            | 13,9                            | 14,9                            | 16,2                            | 16,9                            | 17,3                            | 16,7                            | 15,6                            |
| Temperatura mínima média (°C)   | 12,8                            | 12,3                            | 12,2                            | 11,6                            | 10,2                            | 8,5                             | 8,3                             | 9,9                             | 11,2                            | 12,4                            | 12,8                            | 12,9                            | 11,3                            |
| Temperatura mínima recorde (°C) | 4,4                             | 5,0                             | 3,3                             | 1,7                             | −3,9                            | −2,8                            | −4,4                            | −2,2                            | −1,7                            | −3,3                            | −3,3                            | −1,1                            | −4,4                            |
| Precipitação (mm)               | 150                             | 126                             | 108                             | 46                              | 10                              | 4                               | 2                               | 14                              | 23                              | 56                              | 72                              | 124                             | 735                             |
| Dias com precipitação           | 15                              | 13                              | 12                              | 5                               | 1                               | 1                               | 0                               | 1                               | 4                               | 8                               | 10                              | 12                              | 82                              |
| Umidade relativa (%)            | 67                              | 70                              | 68                              | 62                              | 46                              | 43                              | 39                              | 44                              | 46                              | 47                              | 52                              | 60                              | 54                              |
| Fonte: Deutscher Wetterdienst   |                                 |                                 |                                 |                                 |                                 |                                 |                                 |                                 |                                 |                                 |                                 |                                 |                                 |

## Construções

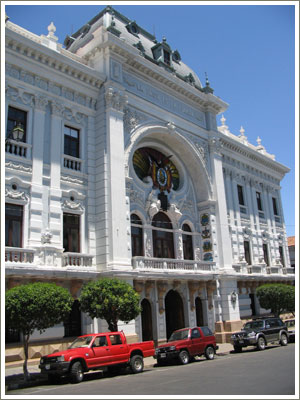
Prédio da Prefeitura, na Praça 25 de Maio

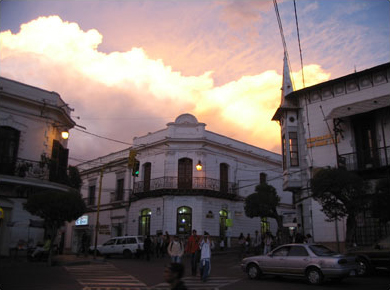
Sucre, ao anoitecer

### A Casa da Liberdade (La Casa de la Libertad)
Construída em 1621, essa talvez seja uma das mais importantes construções nacionais. A república foi fundada nessa casa por Simón Bolívar, que escreveu a Constituição Boliviana.

### Biblioteca Nacional (La Biblioteca Nacional)
Construída no mesmo ano da fundação da república, é o primeiro e mais importante centro bibliográfico e de documentos do país. Possui documentos que datam do século XV.

### Catedral Metropolitana (La Catedral Metropolitana)
Construída entre 1559 e 1712, a catedral abriga o Museu Catedralício, que é o primeiro e mais importante museu religioso do país. A pinacoteca conta com uma vasta coleção de pinturas de mestres dos períodos colonial e republicano também de europeus como Bitti, Fourchaudt e Van Dyck. A catedral contém uma vasta coleção de joias feitas de ouro, prata e outras gemas.

### Palácio do Arcebispo (El Palacio Arzobispal)
Construído em 1609, foi uma importante instituição religiosa e histórica durante os tempos coloniais.

### Cemitério
O maior e mais belo cemitério do país.

### Conventos
- San Felipe Nery;
- San Francisco;
- La Recoleta;
- Santa Teresa;
- Santa Clara.

### Igrejas
- Santo Domingo;
- San Lazaro;
- San Sebastian;
- Iglesia de la Merced;
- San Agustín;
- Santa Mónica;
- Santa Barbara;
- San Miguel.

### Capelas
- Capela de Loreto.
- Igreja das Mercedes de Sucre

## Cidades geminadas
- Cardiff
- Ushuaia
- Nova Iorque
- Tel Aviv
- Oviedo
- Istambul